# Jorge Córdova
Jorge Córdova (La Paz, 23 de abril de 1822 — La Paz, 23 de outubro de 1861) foi um militar e político boliviano e presidente de seu país entre 15 de agosto de 1855 e 9 de setembro de 1857.